# AD-Kurve
Die AD-Kurve ist ein Begriff aus der Volkswirtschaftslehre, der von dem Mundell-Fleming-Modell unter Berücksichtigung von Inflation hergeleitet wird. Hierbei ist das Wechselkursregime von entscheidender Bedeutung.
Sie setzt sich eigentlich aus zwei Kurven zusammen, der AA-Kurve und der DD-Kurve. Sie bilden das AD-Schaubild. Dieses Konzept zeigt das Gleichgewicht auf dem Gütermarkt und den Vermögensmärkten. Zu beachten ist dabei, dass das Konzept den Außenhandel miteinschließt.

## Die DD-Kurve
Die DD-Kurve stellt den Gütermarkt dar. Da wir uns im kurzfristigen Gütermarktgleichgewicht befinden, ist die Gesamtnachfrage gleich der Gesamtproduktion. Die Produktion, also das volkswirtschaftliche Outputniveau wird in Abhängigkeit von den Wechselkursen bestimmt. Da wir uns in der Kurzfristanalyse befinden, kann man von einem gegebenen realen Wechselkurs ausgehen. Ebenso ist eine Preisanpassung in diesem Zeitraum unwahrscheinlich, also kann man auch von fixen In- und Auslandspreisen ausgehen. Eine Aufwertung oder Abwertung der inländischen Währung kann demnach nur durch das Sinken oder Steigen des Exportes, bzw. des volkswirtschaftlichen Outputs, vonstattengehen.

## Die AA-Kurve
Die AA-Kurve stellt den Vermögensmarkt dar. Auch hier befinden wir uns in einer kurzfristigen Analyse. Zur Herleitung wird der inländische Geldmarkt und der Devisenmarkt untersucht. Die AA-Kurve stellt dabei alle Wechselkurs- und Produktionskombinationen dar, in denen sich diese beiden Märkte im Gleichgewicht befinden. Bedingt durch die kurze Frist nehmen wir an, dass der ausländische Zinssatz gegeben ist. Der Devisenmarkt lässt sich somit durch die Zinssatzparität beschreiben. Der inländische Geldmarkt befindet sich unter den klassischen Annahmen im Gleichgewicht und ist somit gesichert.

## Die AD-Kurve
Das Schaubild der AD-Kurve stellt das gesamtwirtschaftliche Gleichgewicht in den Schnittpunkten von AA- und DD-Kurve dar. Zu beachten hierbei ist, dass die inländische Produktionsmenge abhängig von den Wechselkursen ist.